# Allan Jay
Allan Louis Neville Jay (ur. 30 czerwca 1931 w Londynie, zm. 5 marca 2023) – brytyjski szpadzista i florecista, dwukrotny srebrny medalista olimpijski i wielokrotny medalista mistrzostw świata.
Na igrzyskach olimpijskich w Helsinkach w 1952 roku dotarł do półfinałów w szpadzie indywidualnej. W szpadzie drużynowej i we florecie drużynowym Brytyjczycy odpadli w ćwierćfinałach. Na rozgrywanych cztery lata później igrzyskach olimpijskich w Melbourne startował we wszystkich trzech broniach, zajmując między innymi czwarte miejsce we florecie indywidualnym oraz w szpadzie drużynowej. Podczas igrzysk olimpijskich w Rzymie w 1960 roku był drugi w szpadzie indywidualnej. W rundzie finałowej zdobył tyle samo punktów, co Włoch Giuseppe Delfino; w barażu o złoty medal Brytyjczyk przegrał 2:5. Parę dni później razem z Johnem Pellingiem, Michaelem Howardem, Billem Hoskynsem, Raymondem Harrisonem i Michaelem Alexandrem zdobył też srebrny medal w szpadzie drużynowej. Następnie był dziewiąty we florecie drużynowym i siedemnasty w indywidualnym na igrzyskach olimpijskich w Tokio w 1964 roku. Zajął tam także dziewiąte miejsce w szpadzie drużynowej, a w turnieju indywidualnym odpadł w ćwierćfinałach. Brał też udział w igrzyskach olimpijskich w Meksyku w 1968 roku, gdzie był dziewiąty we florecie drużynowym.
Podczas mistrzostw świata w Rzymie w 1955 roku wspólnie z Haroldem Cooke, Billem Hoskynsem, René Paulem i Osmundem Reynoldsem zdobył brązowy medal we florecie drużynowym. Na rozgrywanych dwa lata później mistrzostwach świata w Paryżu był trzeci we florecie indywidualnym, plasując się za Węgrem Mihálym Fülöpem i Markiem Midlerem z ZSRR. Kolejne dwa medale wywalczył podczas mistrzostw świata w Budapeszcie w 1959 roku. We florecie indywidualnym zwyciężył, wyprzedzając Francuza Claude’a Nettera i Marka Midlera. Był to pierwszy w historii złoty medal dla Wielkiej Brytanii w tej konkurencji. Na tej samej imprezie był drugi w szpadzie indywidualnej, przegrywając tylko z Bruno Habārovsem z ZSRR. Ponadto wywalczył srebro w szpadzie drużynowej na mistrzostwach świata w Paryżu w 1965 roku.. 
Siedmiokrotnie zwyciężał w Igrzyskach Imperium Brytyjskiego (Igrzyskach Imperium Brytyjskiego i Wspólnoty Brytyjskiej), w których brał udział w 1950 w barwach Australii, a później jako reprezentant Anglii.
W 1971 roku został odznaczony Orderem Imperium Brytyjskiego. 
Po zakończeniu kariery pracował jako prawnik (ukończył prawo na Uniwersytecie Oksfordzkim). Pracował też w Międzynarodowej Federacji Szermierczej.